# Dłużec (województwo dolnośląskie)
Dłużec (niem. Lang Neundorf) – wieś w Polsce położona w województwie dolnośląskim, w powiecie lwóweckim, w gminie Lwówek Śląski.

## Podział administracyjny
W roku 1946 miejscowość została włączona do nowo powstałego województwa wrocławskiego na terenie powojennej Polski. W latach 1975–1998 miejscowość administracyjnie należała do województwa jeleniogórskiego.

## Demografia
Liczba ludności w latach 1786–2011.

## Zabytki
Do wojewódzkiego rejestru zabytków wpisany jest:
- kościół parafialny pw. św. Jadwigi, z XVI w., XIX w. Orientowany, murowany z kamienia, jednonawowy, kryty trzyspadowym dachem[7].